# Oxygène: New Master Recording
Oxygène: New Master Recording ist eine in mehreren Versionen erhältliche Neuaufnahme des instrumentalen Studioalbums Oxygène des französischen Musikers Jean-Michel Jarre von 1976, welches anlässlich des 30. Jubiläums der ursprünglichen weltweiten Veröffentlichung – damals unter dem Label von Disques Dreyfus – von EMI-Records am 27. November 2007, zunächst in Frankreich, später weltweit, veröffentlicht wurde.

## Besonderheit
Oxygène: New Master Recording wurde in drei verschiedenen Versionen als Oxygène: New Master Recording (CD), Oxygène: New Master Recording – Live in Your Living Room 2D (DVD) und Oxygène: New Master Recording – Live in Your Living Room 3D (DVD) veröffentlicht. Grundsätzlich beinhaltet das Album eine Neueinspielung des ursprünglichen Oxygène. Die DVDs hingegen zeigen eine Live-Performance der Musikstücke, als auch neu eingefügte Verbindungsstücke, welche ein neues Klangerlebnis bieten. Eine Version in üblichem 2D, die Andere in stereoskopischem 3D. Beiden liegt auch immer die CD bei. Als Bonus enthalten die DVDs noch Informationen zur Entstehung sowie eine Präsentation der originalen Instrumente durch Jean-Michel Jarre.

Erwähnenswert ist die Tatsache, dass Jarre auf den bereits 1976 verwendeten Instrumenten spielt. In der Videoaufnahme nutzen Jarre und die unterstützenden Musiker u. a. Eminent Orgeln, Mellotron MK II, Digisequenzer sowie Synthesizer verschiedener Hersteller wie Moog und ARP.

Um die Neuaufnahme zu promoten, gab Jarre einige Konzerte in dieser Besetzung und Ausstattung, die teils in ausgewählte Lichtspielhäuser übertragen wurden. Daraus entwickelte sich zum Jahre 2009 die In>Doors Tournee, welche sich bis Ende 2011 als 2010 und 2011 fortsetzte. Jarre verwendete während dieser Tournee überwiegend die alten, originalen Instrumente, was den Konzerten einen besonderen Charakter verlieh.

## Titelliste
| –       | DVD                      |      | CD                   |       |
| Titel # | Live In Your Living Room |      | New Master Recording |       |
| ------- | ------------------------ | ---- | -------------------- | ----- |
| 1       | Prèlude                  | 5:39 | Oxygène Part 1       | 7:39  |
| 2       | Oxygène Part 1           | 6:59 | Oxygène Part 2       | 7:55  |
| 3       | Oxygène Part 2           | 6:48 | Oxygène Part 3       | 3:07  |
| 4       | Oxygène Part 3           | 4:53 | Oxygène Part 4       | 4:13  |
| 5       | Variation Part 1         | 3:38 | Oxygène Part 5       | 10:11 |
| 6       | Oxygène Part 4           | 5:26 | Oxygène Part 6       | 7:06  |
| 7       | Variation Part 2         | 5:26 |                      |       |
| 8       | Oxygène Part 5           | 9:55 |                      |       |
| 9       | Variation Part 3         | 4:19 |                      |       |
| 10      | Oxygène Part 6           | 6:34 |                      |       |

## Wichtige Versionen
| Jahr | Ausgabeform   | Medium | Land                   | Label                             | Katalognummer    | Bemerkung                                       |
| ---- | ------------- | ------ | ---------------------- | --------------------------------- | ---------------- | ----------------------------------------------- |
| 2007 | Original      | CD     | Europa                 | EMI / Capitol                     | 50999 5141362 0  |                                                 |
| 2008 | Sonderausgabe | CD     | Vereinigtes Königreich | Capitol / AERO The Mail on Sunday | 500999 5196932 5 | Beilage der Sonntagsausgabe vom 20. Januar 2008 |
| 2007 | Original      | DVD    | Europa                 | EMI                               | 50999 5141372 9  | 2D-Version, Doppel-CD-Hülle                     |
| 2007 | Original      | DVD    | Europa                 | EMI                               | 50999 5141392 7  | 3D-Version, DVD-Hülle inkl. 3D-Brille           |